# Vakutronik
Der Volkseigene Betrieb VEB Vakutronik wurde als Industrie- und Forschungsbetrieb für Kernphysik und Kerntechnik gegründet. Hauptforschungs- und Produktionsgebiet von Vakutronik waren u. a. Messgeräte für Röntgen- und radioaktive Strahlungen sowie Ionisationskammern. Komplettiert wurde die Produktion durch elektronische und elektrotechnische Apparate wie zum Beispiel Elektronenröhren, Spannungserzeuger und -messer sowie Schwingungskondensatoren.

## Unternehmensgeschichte
Das erste Werk, der VEB Vakutronik Dresden wurde 1957 auf Anregung des Physikers Werner Hartmann gegründet. Hartmann war Direktor und mindestens bis 1965 auch zugleich der Technische Direktor.
Am 1. April 1960 wurde mit dem VEB Vakutronik Pockau ein zweites Werk geschaffen.
Die Betriebe unterstanden dem Amt für Kernforschung und Kerntechnik der DDR. 1963 wurde der VEB Vakutronik zum Wissenschaftlichen Industriebetrieb ernannt und der VVB RFT Nachrichten- und Messtechnik Leipzig angegliedert. Im Jahr 1968 hatte der Betrieb 1400 Mitarbeiter, davon 300 Ingenieure. Der VEB Vakutronik Dresden war einer der bedeutendsten Hersteller von Kernstrahlungsmesstechnik weltweit.
Am 1. März 1969 ging der Betrieb gemeinsam mit dem VEB Funkwerk Dresden und dem VEB Schwingungstechnik und Akustik Dresden in den VEB RFT Meßelektronik Dresden über, der erst 1972 den Namen des Antifaschisten Otto Schön erhielt. Zehn Jahre später wurde dieser als VEB Robotron-Meßelektronik „Otto Schön“ Dresden in den VEB Kombinat Robotron eingegliedert. Ab 1990 erfolgte die Aufteilung und Privatisierung verschiedener Betriebsteile.